# Forcipomyia bipunctata
Forcipomyia bipunctata is een muggensoort uit de familie van de knutten (Ceratopogonidae). De wetenschappelijke naam werd gepubliceerd in 1767 door Carl Linnaeus.